# Stockport County Football Club 2022-2023
Questa voce raccoglie le informazioni riguardanti lo Stockport County Football Club nelle competizioni ufficiali della stagione 2022-2023.

## Stagione
La stagione 2022-2023 è quella che segna il ritorno degli Hatters nella Football League dopo ben 11 anni di assenza. Dopo aver vinto il campionato di National League nell'annata precedente, i ragazzi di Dave Challinor, arrivato soltanto nei primi mesi del 2022 e capace comunque di ottenere quasi l'80% di vittorie con la sua nuova squadra, ripartono dalla League Two e si candidano subito, almeno secondo gli opinionisti inglesi, ad un campionato di vertice.
Guidati da giocatori importanti e di categoria come Paddy Madden e Antoni Sarcevic, che avevano già giocato tra seconda e terza serie con le maglie di Fleetwood e Bolton (tra le altre), gli Hatters si rinforzano con gli acquisti, su tutti, di Fraser Horsfall, dal Northampton, e Callum Camps, proprio dal Fleetwood. Inoltre, Challinor può contare sul supporto di giocatori che erano già stati allenati da lui ai tempi dell'AFC Fylde (squadra ad oggi di sesta divisione, ma che sotto la guida dell'attuale manager dello Stockport era arrivata fino alla finale play-off per l'accesso alla League Two), come Ash Palmer e Ryan Croasdale.
Sul fronte cessioni, invece, da segnalare sono le partenze del giovane difensore Scott Holding, prelevato dal Watford; quella di Ben Whitfield, passato al Barrow e marcatore contro la sua ex squadra nella prima giornata di campionato; e quella più importante, almeno sentimentalmente per i tifosi, di Sam Minihan che dopo sei anni col County è passato all'Halifax Town.
Sul campo, la stagione ufficiale del County non comincia bene. Davanti ad un Edgeley Park quasi tutto esaurito (oltre 10mila spettatori presenti per il ritorno tra i professionisti), infatti, gli Hatters perdono la loro prima partita stagionale contro il Barrow, che va avanti 3-0 nel primo tempo e riesce a resistere al ritorno di Madden e compagni, nonostante i padroni di casa possano recriminare per alcune scelte arbitrali decisamente discutibili nel finale di gara. Anche la seconda giornata lascia l'amaro in bocca allo Stockport: avanti fino all'88º minuto sul campo dello Stevenage, gli Hatters si fanno prima riprendere e poi sorpassare da un gol al 95' di James Reid che li condanna alla seconda sconfitta consecutiva (1-2).
Le vittorie, seppur con il minimo scarto, arrivano nella terza settimana della stagione regolare e sono due consecutive. Gli Hatters prima si impongono in trasferta sul campo dell'Harrogate Town, nel primo turno di Coppa di Lega (1-0 con gol di Jennings su rigore), e poi contro il Colchester in campionato (anche qui per 1-0 con rete del neo-acquisto Kyle Wootton).
La sfortuna continua a perseguitare gli Hatters che, anche nel turno infrasettimanale, fanno una buona partita ma non portano a casa punti. Nella trasferta contro il Doncaster, infatti, i ragazzi di Challinor vanno sotto di un uomo, ma avanti di un gol prima di farsi riprendere sull'1-1 e poi farsi scavalcare da un gol di Kieran Agard nel primo minuto di recupero del secondo tempo. Anche contro il Mansfield la sconfitta - la quarta in cinque partite di campionato - arriva in maniera anomala: dopo aver segnato l'1-0 con Sarcevic al minuto 53', gli Hatters spengono la luce e subiscono due gol nel giro dei successivi 3'. Il colpo subito è troppo duro per garantire allo Stockport la possibilità di riprovarci e, infatti, la partita si conclude con la seconda sconfitta per 2-1 consecutiva.
Da lì in avanti, il campionato prosegue con alti e bassi e la squadra trova la sua stabilità soltanto tra la fine del mese di settembre e l'inizio di ottobre. In particolare, durante il decimo mese dell'anno, gli Hatters ritrovano quella forma che aveva contraddistinto la loro seconda parte di campionato nella stagione precedente. Con un bilancio totale di cinque vittorie (quattro in League Two e una in League Trophy), un pareggio e una sconfitta, allungato nella prima settimana di novembre dal pareggio nel recupero esterno col Tranmere (0-0), rinviato inizialmente per la morte della regina Elisabetta II, e dal perentorio 4-0 rifilato allo Swindon nel primo turno di FA Cup, lo Stockport aggiusta la sua classifica e comincia a stabilizzarsi nel cuore della graduatoria della quarta serie. Alla 17.ma giornata, infatti, gli Hatters sono quattordicesimi e distano soltanto sei punti dalla zona play-off, avendo allungato a +10 sul penultimo posto. Gli ottimi risultati conseguiti, inoltre, valgono al manager Dave Challinor e a Paddy Madden le nomination come allenatore e "giocatore del mese" in League Two. Grazie ai suoi cinque gol, arricchiti da un assist (ai quali ne fa seguire un altro durante la vittoria esterna sul campo del Newport nel weekend successivo), l'attaccante irlandese viene effettivamente insignito del premio di giocatore del mese per la sua categoria.
Il 29 novembre, il Club ottiene la sua vittoria più ampia in trasferta degli ultimi 13 anni quando, al ritorno di Dave Challinor sul campo dell'Hartlepool United, gli Hatters si impongono addirittura per 5-0, in virtù della doppietta di Kyle Wootton e le reti di Madden, Camps e Collar. Il buon momento dura anche la settimana successiva, grazie alla vittoria per 3-1 nel replay del Secondo Turno di FA Cup contro il Charlton (dopo il 2-2 con gol all'ultimo secondo di Hyppolite dell'"andata" al The Valley), che garantisce allo Stockport il passaggio al Terzo Turno ed il terzo successo in tre anni consecutivi contro squadre di League One nella competizione più antica del mondo. Il sorteggio riserva agli Hatters un abbordabile terzo turno casalingo contro il Walsall.
Nonostante l'uscita al Terzo Turno di FA Cup, il 2023 del County si trasforma fin da subito in un anno positivo. Grazie ad un filotto di risultati quasi perfetto, tra gennaio e febbraio, gli Hatters si rilanciano con forza nelle zone alte della classifica, raggiungendo, grazie al successo casalingo con il Northampton (2-0) il settimo posto, l'ultimo a disposizione per accedere ai play-off promozione di fine stagione. Il periodo di massima spinta, però, è quello che va dalla vittoria col Tranmere (3-2), all'affermazione nel recupero di campionato contro il Rochdale (2-1, in trasferta) dove, davanti a ben 3000 spettatori ospiti, gli Hatters raccolgono la quinta vittoria consecutiva, la loro striscia più lunga nella Football League degli ultimi 15 anni.

## Maglie e sponsor
Per la stagione 2022-2023, lo sponsor tecnico del Club è la marca d'abbigliamento sportivo tedesca Puma, che prepara tre kit per il County. La divisa casalinga è nei classici colori blu, con dettagli leggermente più chiari sul petto e inserti bianchi.
La maglia da trasferta, invece, è a righe verticali bianche ed azzurre, mentre la terza divisa è impostata su una base di colore verde chiaro, quasi evidenziatore, e nero.
Main sponsor è l'azienda locale VITA Group.

## Calciomercato

### Sessione estiva(dal 01/07 al 01/09)
| Acquisti         | Acquisti                | Acquisti       | Acquisti   |
| R.               | Nome                    | da             | Modalità   |
| ---------------- | ----------------------- | -------------- | ---------- |
| D                | Joe Lewis               | Torquay Utd    | definitivo |
| C                | Fraser Horsfall         | Northampton    | svincolato |
| C                | Connor Lemonheigh-Evans | Torquay Utd    | svincolato |
| P                | Akil Wright             | York City      | svincolato |
| A                | Kyle Wootton            | Notts County   | svincolato |
| C                | Callum Camps            | Fleetwood Town | svincolato |
| D                | Chris Hussey            | Port Vale      | svincolato |
| Altre operazioni |                         |                |            |
| R.               | Nome                    | da             | Modalità   |
| P                | Vítězslav Jaroš         | Liverpool      | prestito   |
| D                | James Brown             | Blackburn      | prestito   |

| Cessioni         | Cessioni          | Cessioni       | Cessioni   |
| R.               | Nome              | a              | Modalità   |
| ---------------- | ----------------- | -------------- | ---------- |
| D                | Scott Holding     | Watford        | definitivo |
| C                | Millenic Alli     | Halifax Town   | svincolato |
| D                | Liam Hogan        | Oldham Athl.   | svincolato |
| C                | Lois Maynard      | Oldham Athl.   | svincolato |
| P                | Joshua Schoefield |                | svincolato |
| D                | Jamie Stott       | Halifax Town   | svincolato |
| C                | Tom Walker        | AFC Fylde      | svincolato |
| D                | Jordan Keane      | Halifax Town   | gratuito   |
| D                | Sam Minihan       | Halifax Town   | gratuito   |
| C                | Ben Whitfield     | Barrow         | gratuito   |
| Altre operazioni |                   |                |            |
| R.               | Nome              | a              | Modalità   |
| A                | Alex Reid         | Solihull Moors | prestito   |
| P                | Ethan Ross        | York City      | prestito   |
| D                | Ben Barclay       | Carlisle Utd   | prestito   |
| D                | Ethan Pye         | Gateshead      | prestito   |
| A                | Scott Quigley     | Rochdale       | prestito   |

### Durante la stagione
| Acquisti | Acquisti        | Acquisti | Acquisti   |
| R.       | Nome            | da       | Modalità   |
| -------- | --------------- | -------- | ---------- |
| D        | Calum MacDonald | Tranmere | gratuito   |
| A        | Daniel Okwute   | Kerry    | definitivo |
| D        | Phil Bardsley   | Burnley  | gratuito   |

| Cessioni e prestiti | Cessioni e prestiti | Cessioni e prestiti | Cessioni e prestiti |
| R.                  | Nome                | a                   | Modalità            |
| ------------------- | ------------------- | ------------------- | ------------------- |
| D                   | Mark Kitching       | Oldham Athl.        | rescissione         |
| C                   | Elliot Newby        | Altrincham          | prestito            |
| A                   | Connor Jennings     | Altrincham          | prestito mensile    |
| D                   | Ashley Palmer       | Chesterfield        | definitivo          |

### Sessione invernale(dal 02/01 al 31/01)
| Acquisti         | Acquisti      | Acquisti     | Acquisti   |
| R.               | Nome          | da           | Modalità   |
| ---------------- | ------------- | ------------ | ---------- |
| A                | Isaac Olaofe  | Millwall     | definitivo |
| D                | Neill Byrne   | Tranmere     | definitivo |
| A                | Jack Stretton | Derby County | definitivo |
| D                | Kyle Knoyle   | Doncaster    | definitivo |
| Altre operazioni |               |              |            |
| R.               | Nome          | da           | Modalità   |
| D                | Aaron Rowe    | Huddersfield | prestito   |
| D                | Joe Grayson   | Barrow       | prestito   |

| Cessioni         | Cessioni        | Cessioni        | Cessioni   |
| R.               | Nome            | a               | Modalità   |
| ---------------- | --------------- | --------------- | ---------- |
| C                | Elliott Newby   | Barrow          | definitivo |
| A                | Connor Jennings | Hartlepool Utd  | definitivo |
| A                | Alex Reid       | Oldham Athletic | definitivo |
| D                | Calum MacDonald | Bristol Rovers  | definitivo |
| Altre operazioni |                 |                 |            |
| R.               | Nome            | a               | Modalità   |
| C                | Ollie Crankshaw | Motherwell      | prestito   |

## Rosa
Rosa aggiornata al 23 gennaio 2023.
| N. |                             | Ruolo | Calciatore              |
| -- | --------------------------- | ----- | ----------------------- |
| 1  | Inghilterra (bandiera)      | P     | Ben Hinchliffe          |
| 2  | Galles (bandiera)           | D     | Macauley Southam-Hales  |
| 3  | Inghilterra (bandiera)      | D     | Mark Kitching           |
| 3  | Inghilterra (bandiera)      | D     | Kyle Knoyle             |
| 4  | Inghilterra (bandiera)      | C     | Akil Wright             |
| 5  | Inghilterra (bandiera)      | D     | Ashley Palmer           |
| 5  | Irlanda (bandiera)          | D     | Neill Byrne             |
| 6  | Inghilterra (bandiera)      | D     | Fraser Horsfall         |
| 7  | Galles (bandiera)           | C     | Connor Lemonheigh-Evans |
| 8  | Irlanda del Nord (bandiera) | C     | Callum Camps            |
| 9  | Irlanda (bandiera)          | A     | Paddy Madden (capitano) |
| 10 | Inghilterra (bandiera)      | C     | Antoni Sarcevic         |
| 11 | Inghilterra (bandiera)      | A     | Oliver Crankshaw        |
| 14 | Inghilterra (bandiera)      | C     | Will Collar             |
| 15 | Irlanda del Nord (bandiera) | D     | Ryan Johnson            |

| N. |                        | Ruolo | Calciatore      |
| -- | ---------------------- | ----- | --------------- |
| 16 | Irlanda (bandiera)     | D     | James Brown     |
| 17 | Inghilterra (bandiera) | C     | Ryan Rydel      |
| 18 | Inghilterra (bandiera) | C     | Ryan Croasdale  |
| 19 | Inghilterra (bandiera) | A     | Kyle Wootton    |
| 20 | Inghilterra (bandiera) | C     | Elliot Newby    |
| 20 | Inghilterra (bandiera) | A     | Isaac Olaofe    |
| 21 | Inghilterra (bandiera) | A     | Myles Hippolyte |
| 21 | Inghilterra (bandiera) | A     | Scott Quigley   |
| 21 | Scozia (bandiera)      | A     | Jack Stretton   |
| 23 | Inghilterra (bandiera) | D     | Chris Hussey    |
| 25 | Rep. Ceca (bandiera)   | P     | Vítězslav Jaroš |
| 27 | Scozia (bandiera)      | D     | Phil Bardsley   |
| 28 | Scozia (bandiera)      | D     | Calum MacDonald |
| 29 | Inghilterra (bandiera) | A     | Connor Jennings |
| 31 | Galles (bandiera)      | D     | Joe Lewis       |
| 32 | Irlanda (bandiera)     | A     | Daniel Okwute   |

## Risultati

### EFL League Two
| Arbitro: | Ollie Yates |

|                         |           |                                    |
| Sarcevic 49’ Madden 70’ | Marcatori | Gordon 6’ Whitfield 20’ Waters 33’ |

| Arbitro: | Adam Herczeg |

|                              |           |           |
| Norris 88’ (rig.) Reid 90+5’ | Marcatori | Camps 58’ |

| Arbitro: | David Rock |

|             |           |  |
| Wootton 67’ | Marcatori |  |

| Arbitro: | Declan Bourne |

|                        |           |           |
| Miller 35’ Agard 90+1’ | Marcatori | Rydel 46’ |

| Arbitro: | Peter Wright |

|                        |           |              |
| Swan 55’ O. Clarke 56’ | Marcatori | Sarcevic 53’ |

| Arbitro: | Sam Allison |

|              |           |                 |
| Sarcevic 84’ | Marcatori | Blake-Tracy 49’ |

| Arbitro: | Sunny Shukvir Gill |

|              |           |  |
| Horsfall 11’ | Marcatori |  |

| Birkenhead 1º novembre 2022, ore 19:45 GMT 8ª giornata | Tranmere     | 0 – 0 referto | Stockport County | Prenton Park (6 800 spett.)\| Arbitro: \| Bobby Madden \| |
| Arbitro:                                               | Bobby Madden |               |                  |                                                           |

| Arbitro: | Neil Hair |

|                                     |           |                          |
| Tilley 5’ Telford 36’ Tsaroulla 56’ | Marcatori | Crankshaw 17’ Hussey 52’ |

| Stockport 17 settembre 2022, ore 15:00 BST 10ª giornata | Stockport County | 0 – 0 referto | Harrogate Town | Edgeley Park (7 863 spett.)\| Arbitro: \| Ross Joyce \| |
| Arbitro:                                                | Ross Joyce       |               |                |                                                         |

| Arbitro: | Darren Handley |

|                         |           |              |
| Hoskins 48’ Lintott 63’ | Marcatori | Horsfall 12’ |

| Arbitro: | Andrew Kitchen |

|            |           |                 |
| Madden 27’ | Marcatori | A. Williams 88’ |

| Arbitro: | Leigh Doughty |

|  |           |                   |
|  | Marcatori | Madden 26’ (rig.) |

| Arbitro: | Alan Young |

|            |           |                                    |
| Madden 41’ | Marcatori | Clifton 24’ Holohan 30’ Hunt 90+5’ |

| Arbitro: | Scott Oldham |

|  |           |                         |
|  | Marcatori | Collar 45+2’ Madden 78’ |

| Arbitro: | Ben Speedie |

|                           |           |  |
| Hyppolite 20’ Wootton 57’ | Marcatori |  |

| Arbitro: | Simon Mather |

|                                   |           |  |
| Wootton 19’ Madden 57’ Collar 72’ | Marcatori |  |

| Arbitro: | Andy Woolmer |

|           |           |                       |
| Lewis 45’ | Marcatori | Hussey 54’ Madden 54’ |

| Arbitro: | Seb Stocksbridge |

|              |           |                         |
| Hyppolite 5’ | Marcatori | Pratley 20’ Beckles 67’ |

| Arbitro: | Ben Toner |

|  |           |                                                  |
|  | Marcatori | Wootton 16’, 20’ Madden 61’ Camps 67’ Collar 85’ |

| Arbitro: | Carl Boyeson |

|            |           |                        |
| Rodney 85’ | Marcatori | Collar 56’, 58’ (rig.) |

| Stockport 7 marzo 2023, ore 19:45 GMT 22ª giornata | Stockport County | – | Gillingham | Edgeley Park |

| Arbitro: | Martin Woods |

|                       |           |  |
| Madden 55’ Collar 68’ | Marcatori |  |

| Arbitro: | Craig Hicks |

|  |           |                  |
|  | Marcatori | Wootton 33’, 65’ |

| Arbitro: | Adam Herczeg |

|          |           |  |
| Khan 51’ | Marcatori |  |

| Stockport 24 gennaio 2023, ore 19:45 GMT 26ª giornata | Stockport County | 0 – 0 referto | Bradford City | Edgeley Park (8 991 spett.)\| Arbitro: \| Martin Coy \| |
| Arbitro:                                              | Martin Coy       |               |               |                                                         |

| Arbitro: | Rebecca Welch |

|                                 |           |  |
| Sarcevic 33’ Sowerby 68’ (aut.) | Marcatori |  |

| Arbitro: | Tom Reeves |

|              |           |             |
| McDonald 44’ | Marcatori | 48’ Wootton |

| Arbitro: | James Oldham |

|          |           |  |
| Pell 49’ | Marcatori |  |

| Arbitro: | Christopher Pollard |

|                                     |           |                                |
| Knoyle 19’ Wootton 45+1’ Collar 80’ | Marcatori | 41’ (rig.) Hemmings 84’ Morris |

| Arbitro: | Darren Drysdale |

|                        |           |                                     |
| Hinchcliffe 65’ (aut.) | Marcatori | 19’ Hyppolite 35’ Olaofe 73’ Collar |

| Arbitro: | Andy Haines |

|                  |           |           |
| Wootton 12’, 51’ | Marcatori | 9’ Powell |

| Arbitro: | Bobby Madden |

|                        |           |  |
| Collar 34’ Rydel 90+5’ | Marcatori |  |

| Arbitro: | Oliver Yates |

|         |           |  |
| Kay 69’ | Marcatori |  |

| Stockport 4 marzo 2023, ore 15:00 GMT 35ª giornata | Stockport County | 0 – 0 referto | Doncaster | Edgeley Park (9 942 spett.)\| Arbitro: \| Rob Lewis \| |
| Arbitro:                                           | Rob Lewis        |               |           |                                                        |

| Arbitro: | Declan Bourne |

|  |           |             |
|  | Marcatori | 37’ Wootton |

| Arbitro: | Paul Howard |

|            |           |             |
| Madden 3o’ | Marcatori | 90+3’ Akins |

| Arbitro: | Alan Young |

|  |           |           |
|  | Marcatori | 80’ Rydel |

| Arbitro: | Adam Herczeg |

|                     |           |            |
| Lemonheigh-Evans 6’ | Marcatori | 51’ Hendry |

| Arbitro: | Neil Hair |

|  |           |              |
|  | Marcatori | 53’ Stretton |

| Arbitro: | Carl Brook |

|                                           |           |  |
| Wootton 9’, 45+1’ Stretton 53’ Knoyle 89’ | Marcatori |  |

| Arbitro: | Martin Woods |

|             |           |            |
| Lapslie 54’ | Marcatori | 89’ Collar |

| Arbitro: | Thomas Parsons |

|                       |           |                                    |
| Mellish 54’ Moxon 83’ | Marcatori | 31’ Hyppolite 86’ Lemonheigh-Evans |

| Arbitro: | Scott Oldham |

|              |           |  |
| Olaofe 45+8’ | Marcatori |  |

| Arbitro: | Ollie Yates |

|  |           |                                          |
|  | Marcatori | 5’ Wright 10’ Camps 81’ Lemonheigh-Evans |

| Arbitro: | Tom Reeves |

|           |           |           |
| Camps 39’ | Marcatori | 62’ Cooke |

### EFL League Two Play-offs
| Salford 13 maggio 2023, ore 15:00 BST Semifinale - Andata | Salford City | – | Stockport County | Peninsula Stadium |

| Stockport 20 maggio 2023, ore 15:00 BST Semifinale - Ritorno | Stockport County | – | Salford City | Edgeley Park |

### FA Cup
| Arbitro: | Marc Edwards |

|                                        |           |  |
| Sarcevic 11’, 29’ Wright 16’ Rydel 58’ | Marcatori |  |

| Arbitro: | Lee Swabey |

|                             |           |                           |
| Lewis 23’ (aut.) Morgan 39’ | Marcatori | Hussey 3’ Hyppolite 90+7’ |

| Arbitro: | Scott Oldham |

|                             |           |                  |
| Collar 26’, 73’, 81’ (rig.) | Marcatori | Wright 7’ (aut.) |

| Arbitro: | Andrew Kitchen |

|            |           |                                      |
| Madden 88’ | Marcatori | D. Johnson 63’ Williams 90+5’ (rig.) |

### EFL Cup
| Arbitro: | Thomas Kirk |

|  |           |                     |
|  | Marcatori | Jennings 53’ (rig.) |

| Arbitro: | Samuel Barrott |

|                                    |                      |                                                  |
| Sarcevic Quigley Croasdale Wootton | Tiri di rigore 1 – 3 | Tielemans Maddison Barnes A. Pérez Dewsbury-Hall |

### EFL Trophy
| Arbitro: | Seb Stocksbridge |

|            |           |  |
| Hussey 64’ | Marcatori |  |

| Arbitro: | Anthony Backhouse |

|               |           |                        |
| Wootton 90+3’ | Marcatori | Harkin 20’ Roberts 71’ |

| Arbitro: | Lewis Smith |

|            |           |  |
| Johnson 2’ | Marcatori |  |

## Statistiche

### Statistiche di squadra
Statistiche aggiornate al 9 maggio 2023.
| Competizione        | Punti         | In casa | In casa | In casa | In casa | In casa | In casa | In trasferta | In trasferta | In trasferta | In trasferta | In trasferta | In trasferta | Totale | Totale | Totale | Totale | Totale | Totale | DR  |
| Competizione        | Punti         | G       | V       | N       | P       | Gf      | Gs      | G            | V            | N            | P            | Gf           | Gs           | G      | V      | N      | P      | Gf     | Gs     | DR  |
| ------------------- | ------------- | ------- | ------- | ------- | ------- | ------- | ------- | ------------ | ------------ | ------------ | ------------ | ------------ | ------------ | ------ | ------ | ------ | ------ | ------ | ------ | --- |
| League Two          | 79            | 23      | 11      | 9       | 3       | 32      | 16      | 23           | 11           | 4            | 8            | 33           | 21           | 46     | 22     | 13     | 11     | 65     | 37     | +28 |
| Play-off League Two | Semifinale    | 0       | 0       | 0       | 0       | 0       | 0       | 0            | 0            | 0            | 0            | 0            | 0            | 0      | 0      | 0      | 0      | 0      | 0      | =   |
| FA Cup              | Terzo Turno   | 3       | 2       | 0       | 1       | 8       | 3       | 1            | 0            | 1            | 0            | 2            | 2            | 4      | 2      | 1      | 1      | 10     | 5      | +5  |
| League Cup          | Secondo Turno | 1       | 0       | 1       | 0       | 0       | 0       | 1            | 1            | 0            | 0            | 1            | 0            | 2      | 1      | 1      | 0      | 1      | 0      | +1  |
| League Trophy       | Fase a gironi | 2       | 1       | 0       | 1       | 2       | 2       | 1            | 0            | 0            | 1            | 0            | 1            | 3      | 1      | 0      | 2      | 2      | 3      | -1  |
| Totale              | 79            | 29      | 14      | 10      | 5       | 42      | 21      | 26           | 12           | 5            | 9            | 36           | 24           | 55     | 26     | 15     | 14     | 78     | 45     | +33 |

### Andamento in campionato
| Giornata  | 1  | 2  | 3  | 4  | 5  | 6  | 7  | 8  | 9  | 10 | 11 | 12 | 13 | 14 | 15 | 16 | 17 | 18 | 19 | 20 | 21 | 22 | 23 | 24 | 25 | 26 | 27 | 28 | 29 | 30 | 31 | 32 | 33 | 34 | 35 | 36 | 37 | 38 | 39 | 40 | 41 | 42 | 43 | 44 | 45 | 46 |
| --------- | -- | -- | -- | -- | -- | -- | -- | -- | -- | -- | -- | -- | -- | -- | -- | -- | -- | -- | -- | -- | -- | -- | -- | -- | -- | -- | -- | -- | -- | -- | -- | -- | -- | -- | -- | -- | -- | -- | -- | -- | -- | -- | -- | -- | -- | -- |
| Luogo     | C  | T  | C  | T  | T  | C  | C  | T  | T  | C  | T  | C  | C  | T  | C  | T  | C  | T  | C  | T  | T  | C  | C  | T  | T  | C  | C  | T  | T  | C  | T  | C  | C  | T  | C  | T  | C  | T  | C  | T  | C  | T  | T  | C  | T  | C  |
| Risultato | P  | P  | V  | P  | P  | N  | V  | N  | P  | N  | P  | N  | V  | P  | V  | V  | V  | V  | P  | V  | V  | N  | V  | V  | P  | N  | V  | N  | P  | V  | V  | V  | V  | P  | N  | V  | N  | V  | N  | V  | V  | N  | N  | V  | V  | N  |
| Posizione | 16 | 21 | 16 | 18 | 21 | 21 | 19 | 14 | 18 | 17 | 16 | 17 | 19 | 17 | 15 | 16 | 14 | 12 | 14 | 12 | 4  | 10 | 11 | 10 | 13 | 13 | 10 | 9  | 10 | 7  | 6  | 6  | 5  | 4  | 5  | 6  | 6  | 6  | 5  | 5  | 5  | 4  | 4  | 4  | 4  | 4  |

Legenda:

Luogo: C = Casa; T = Trasferta. Risultato: V = Vittoria; N = Pareggio; P = Sconfitta.